# Levin Buchius
Levin Buchius (* 1550 in Werdau, Kurfürstentum Sachsen; † 23. August 1613 in Königsberg i. Pr.) war ein deutscher Rechtsgelehrter im Herzogtum Preußen.

## Leben
Buchius besuchte die Universitäten in Marburg, Wittenberg, Jena und Tübingen. 1588 wurde er in  Königsberg als preußischer Hofgerichtsrat angestellt. Er begleitete die Herzogin Marie Eleonore von Jülich-Kleve-Berg an den Hof ihres Vaters. An der Eberhard-Karls-Universität Tübingen promoviert, wurde er 1593 an der Albertus-Universität Königsberg erster Professor der Rechte.
Er verfasste einige Dissertationen, z. B. Disputatio sistens quaestionum in jure feudali occurrentium centuriam (1594), und trat vor allem durch seine legislative Tätigkeit hervor. Auf Drängen der ostpreußischen Stände und des Kurfürsten Johann Sigismund bearbeitete er den Entwurf des Allgemeinen Landrechts, welches nach seinem Tode 1620 als Landrecht des Herzogtums Preußen veröffentlicht wurde. Buchius hatte sich auch an den organisatorischen Aufgaben der Königsberger Hochschule beteiligt. So war er in den Sommersemestern 1594, 1598, 1602, 1604 und 1608 Rektor.